# Aisha Abd al-Rahman
Aisha Abd al-Rahman (arabe: عائشة عبد الرحمن;  ) née le 18 novembre 1913, morte le 1er décembre 1998, est une femme de lettres et enseignante de littérature égyptienne, qui a publié sous le nom de plume de Bint al-Shati (« la Fille de la rive »).

## Biographie
Elle est née le 18 novembre 1913, à Damiette, dans le gouvernorat de Damiette en Égypte. Son père enseigne à l'institut religieux de la ville. Quand elle a dix ans, sa mère, bien qu'analphabète, l'inscrit à l'école, alors que son père est en voyage. Elle poursuit ensuite à Mansourah. Puis elle étudie l'arabe à l'Université du Caire, dont elle sort diplômée en 1941.
En 1942, elle commence à travailler en tant qu'Inspecteur de l'enseignement en littérature arabe pour le Ministère égyptien de l'Éducation. Elle obtient son Doctorat avec mention en 1950 pour une thèse sur le poète Abu-l-Ala al-Maari, et est nommée professeur de littérature arabe à  l'Université Ain Shams. Après y avoir enseigné de 1962 à 1970, elle est nommée à l'université Al Quaraouiyine de Fès comme professeur d'exégèse coranique.
Elle se consacre également à l'écriture, créant à la fois des fictions et les biographies des premières femmes musulmanes, y compris la mère, épouses et filles du Prophète Mahomet, ainsi que des critiques littéraires. Elle est une des premières femmes à écrire sur les problèmes agraires du pays, le sort des paysans, et à entreprendre l'exégèse du Coran, et bien qu'elle ne se considère pas comme une féministe, ses œuvres reflètent des thèmes féministes,.  Elle a collaboré au journal Al-Ahram à partir de 1935. 
Elle est l'épouse du Cheikh Amin el-Khouli, son professeur à l'Université du Caire au cours de ses études de premier cycle. Dans son exégèse du Coran, elle met en pratique l'enseignement d'al-Khuli en appliquant les méthodes de la critique littéraire au texte fondateur de l'islam. Elle est la première femme à s'affirmer comme une autorité dans ce domaine. Elle est morte d'une crise cardiaque à la suite d'un AVC au Caire. Elle a fait un don de toute sa bibliothèque à des fins de recherche, et en 1985, une statue a été construite en son honneur au Caire[réf. nécessaire]. Une statue honore sa mémoire à Damiette depuis 2004.

## Principales publications
- 1936 : al-Rīf al-Miṣrī, [La Campagne égyptienne], al-Qāhirah : Maktabat wa-Maṭbaʿat al-Wafd, .
- 1951 : بطلة كربلاء : زينب بنت الزهراء, [L'héroïne de Karbala], La Dame Zaynab, Beyrouth.
- 1961 : قيم جديدة للأدب العرب, [De nouvelles valeurs dans la littérature arabe], Le Caire.
- 1963 : الشاعرة العربية المعاصرة, [Poétesses arabes contemporaines].
- 1963 : Les femmes du Prophète.
- 1962 : al-Tafsīr al-Bayānī (exégèse coranique), 1er volume ; second volume en 1969.